# Pingalla midgleyi
Pingalla midgleyi és una espècie de peix pertanyent a la família dels terapòntids.

## Descripció
- Pot arribar a fer 15 cm de llargària màxima.[5][6]

## Reproducció
Hom creu que té lloc a mitjans de l'estació humida (del desembre al gener).

## Alimentació
És un herbívor, la dieta del qual inclou algues bentòniques i detritus.

## Hàbitat
És un peix d'aigua dolça, bentopelàgic i de clima tropical (23 °C-35 °C; 12°S-14°S).

## Distribució geogràfica
És un endemisme d'Austràlia: el Territori del Nord.

## Estat de conservació
L'àrea que habita es veu amenaçada per la contaminació causada per l'extracció d'urani.

## Observacions
És inofensiu per als humans.